# Senat Nevermann I
| Amt                                                           | Name                                        | Partei | Partei |
| ------------------------------------------------------------- | ------------------------------------------- | ------ | ------ |
| Erster Bürgermeister                                          | Paul Nevermann                              |        | SPD    |
| Zweiter Bürgermeister                                         | Edgar Engelhard                             |        | FDP    |
| Behörde für Wirtschaft und Verkehr und Sportamt               | Edgar Engelhard                             |        | FDP    |
| Schulbehörde                                                  | Heinrich Landahl                            |        | SPD    |
| Baubehörde                                                    | Wilhelm Drexelius gemeinsam mit Rudolf Büch |        | SPD    |
| Jugendbehörde                                                 | Paula Karpinski                             |        | SPD    |
| Gesundheitsbehörde                                            | Walter Schmedemann                          |        | SPD    |
| Polizeibehörde und Bezirksverwaltung                          | Wilhelm Kröger                              |        | SPD    |
| Finanzbehörde                                                 | Herbert Weichmann                           |        | SPD    |
| Sozialbehörde und Arbeitsbehörde                              | Ernst Weiß                                  |        | SPD    |
| Kulturbehörde                                                 | Hans-Harder Biermann-Ratjen                 |        | FDP    |
| Behörde für Ernährung und Landwirtschaft und Gefängnisbehörde | Emilie Kiep-Altenloh                        |        | FDP    |